# رامي ياسين
رامي ياسين هو منتج أفلام ومُخرج أردني (فلسطيني الأصل)، ولد عام 1967. بعد تجربته ومحطاته المتتالية في عمله كمنتج للعديد من الأفلام كمساعد مخرج للأفلام مثل سريانا ولما شفتك وغيرها، قام بإنتاج الكثير من الأفلام، من بينها 3000 ليلة لمي المصري و من الألف للياء لعلي مصطفى، وقام بالتحضير شريط روائي طويل وهو بعنوان ذيل الكلب، وقد شارك بالتمثيل أيضاً في ظل البحر و في فيلم فول الصين العظيم.